# Ніккеніх
Ніккеніх (нім. Nickenich) — громада в Німеччині, розташована в землі Рейнланд-Пфальц. Входить до складу району Маєн-Кобленц. Складова частина об'єднання громад Пелленц.
Площа — 16,56 км2. Населення становить 3627 ос. (станом на 31 грудня 2020).